# Firá
Firá (Fira, Thera) är en kommunhuvudort i Grekland.   Den ligger i prefekturen Kykladerna och regionen Sydegeiska öarna, i den sydöstra delen av landet, 230 km sydost om huvudstaden Aten. Firá ligger 244 meter över havet och antalet invånare är 2 376. Den ligger på ön Santorini.
Terrängen runt Firá är kuperad västerut, men österut är den platt. Havet är nära Firá åt nordväst. Runt Firá är det ganska tätbefolkat, med 166 invånare per kvadratkilometer. Firá är det största samhället i trakten. 